# Herald Sun Tour 2018
Le  Herald Sun Tour 2018 est la 65e édition de cette course cycliste sur route masculine. Il a lieu du 31 janvier au 4 février 2018 dans l'État du Victoria, en Australie. Il fait partie du calendrier UCI Oceania Tour 2018 en catégorie 2.1. Il est remporté par le Colombien Esteban Chaves, de l'équipe Mitchelton-Scott. Vainqueur de l'« étape-reine » au Lake Mountain, il devance au classement général deux de ses coéquipiers, Cameron Meyer et Damien Howson.

## Présentation

### Équipes
Classé en catégorie 2.1 de l'UCI Oceania Tour, le Herald Sun Tour est par conséquent ouvert aux WorldTeams dans la limite de 50 % des équipes participantes, aux équipes continentales professionnelles, aux équipes continentales et aux équipes nationales.
| WorldTeams (2)- Mitchelton-Scott - Trek-Segafredo Équipes continentales professionnelles (3)- Aqua Blue Sport - Israel Cycling Academy - Roompot-Nederlandse Loterij Équipes continentales (9)- Australian Cycling Academy-Ride Sunshine Coast - Bennelong-SwissWellness-Cervélo - Brisbane Continental - Drapac-Pat's Veg Holistic Development - Interpro Stradalli - JLT Condor - McDonalds Down Under - Mobius-BridgeLane - Oliver's Real Food Équipe nationale- Australie |
| |

## Étapes
| Étape     | Date     | Villes étapes            | type                      | Distance (km) | Vainqueur d'étape | Leader du classement général |
| --------- | -------- | ------------------------ | ------------------------- | ------------- | ----------------- | ---------------------------- |
| Prologue  | 31 janv. | Melbourne – Melbourne    | prologue                  | 1,6           | Edward Clancy     | Edward Clancy                |
| 1re étape | 1 fév.   | Colac – Warrnambool      | étape de plaine           | 161,6         | Lasse Norman Leth | Lasse Norman Leth            |
| 2e étape  | 2 fév.   | Warrnambool – Ballarat   | étape vallonnée           | 198,6         | Mads Pedersen     | Lasse Norman Leth            |
| 3e étape  | 3 fév.   | Nagambie – Lake Mountain | étape de moyenne montagne | 218           | Esteban Chaves    | Esteban Chaves               |
| 4e étape  | 4 fév.   | Kinglake – Kinglake      | étape vallonnée           | 152,1         | Sam Crome         | Esteban Chaves               |

## Déroulement de la course
Le coureur britannique Edward Clancy, de l'équipe JLT Condor, remporte le prologue en parcourant les 1,6 kilomètres en une minute et 54 secondes. Il devance de moins d'une seconde deux Danois, Mads Pedersen (Trek-Segafredo) et Lasse Norman Hansen (Aqua Blue Sport), et un Néo-Zélandais, Alex Frame (Trek-Segafredo).
Le lendemain, les équipes Mitchelton-Scott et Trek-Segafredo ont profité du vent soufflant sur la côte, et notamment sur la Great Ocean Road empruntée par la course, pour créer des bordures. À l'arrivée, neuf coureurs se disputent la victoire au sprint. Celle-ci revient à  Lasse Norman Hansen, devant  Steele von Hoff et Cameron Meyer. Deuxième du prologue, Hansen prend la tête du classement général avec neuf secondes d'avance sur Meyer.
La deuxième étape est remportée au sprint par Mads Pedersen. Cinq coureurs ont passé l'essentiel de la course en échappée. James Whelan et Nathan Earle leur ont succédé et sont passés en tête au Mount Buninyong (en), assurant à Earle la première place au classement de la montagne. Ils sont repris dans le final. Koen de Kort (Trek-Segafredo) emmène le peloton durant les 4 derniers kilomètres pour emmener son coéquipier Pedersen, avec succès. Lasse Norman Hansen garde le maillot jaune.
La troisième étape est l'« étape-reine » de ce Herald Sun Tour, avec une arrivée au Lake Mountain après vingt kilomètres d'ascension. Dix coureurs échappés parviennent à prendre sept minutes d'avance, mais sont rattrapés à Marysville, peu avant l'ascension finale. Esteban Chaves (Mitchelton-Scott) part seul dès les premières pentes. Après 17 kilomètres d'ascension en solitaire, il remporte l'étape devant Alex Evans, seul coureur ayant tenté de le suivre, qui arrive avec 42 secondes de retard. Ruben Guerreiro (Trek-Segafredo) prend la troisième place, à une minute et 9 secondes, dans un groupe de neuf coureurs. Chaves prend le maillot jaune et devance deux de ses coéquipiers, Cameron Meyer et Damien Howson ,. Le lendemain, malgré les attaques de ses adversaires, notamment dans la dernière difficulté, et avec l'aide de ses équipiers, Chaves termine dans le groupe de tête, composé d'une vingtaine de coureurs. Sam Crome (Bennelong SwissWellness) s'impose au sprint devant Cameron Meyer et Ruben Guerreiro (Trek-Segafredo).
Ce Herald Sun Tour est donc remporté par Esteban Chaves, qui monte sur le podium avec ses coéquipiers Cameron Meyer et Damien Howson. Cette victoire s'inscrit dans le début de saison réussi de Mitchelton-Scott, avec le titre de champion d'Australie d'Alexander Edmondson et le Tour Down Under remporté par Daryl Impey. Outre la dernière étape, l'équipe continentale australienne Bennelong SwissWellness remporte les classements du sprint grâce à Steele von Hoff et de meilleur jeune grâce à Dylan Sunderland, cinquième du classement général.

### Prologue
| \| Classement de l'étape \| Classement de l'étape \| Classement de l'étape \| Classement de l'étape \| Classement de l'étape \| \| Coureur \| Coureur \| Pays \| Équipe \| Temps \| \| --------------------- \| --------------------- \| --------------------- \| ------------------------------- \| --------------------- \| \| 1er \| Edward Clancy \| Royaume-Uni \| JLT Condor \| 1 min 54 s \| \| 2e \| Mads Pedersen \| Danemark \| Trek-Segafredo \| + 1 s \| \| 3e \| Lasse Norman Leth \| Danemark \| Aqua Blue Sport \| + 1 s \| \| 4e \| Alex Frame \| Nouvelle-Zélande \| Trek-Segafredo \| + 1 s \| \| 5e \| Anthony Giacoppo \| Australie \| Bennelong-SwissWellness-Cervélo \| + 2 s \| \| 6e \| Alexander Edmondson \| Australie \| Mitchelton-Scott \| + 2 s \| \| 7e \| Ian Bibby \| Royaume-Uni \| JLT Condor \| + 4 s \| \| 8e \| Michael Hepburn \| Australie \| Mitchelton-Scott \| + 4 s \| \| 9e \| Graham Briggs \| Royaume-Uni \| JLT Condor \| + 4 s \| \| 10e \| Matthew Gibson \| Royaume-Uni \| JLT Condor \| + 4 s \| |                     |                  |                                 |            |
| |                     |                  |                                 |            |
| Source : ProCyclingStats |                     |                  |                                 |            |
| Classement de l'étape |                     |                  |                                 |            |
| Coureur | Coureur             | Pays             | Équipe                          | Temps      |
| 1er | Edward Clancy       | Royaume-Uni      | JLT Condor                      | 1 min 54 s |
| 2e | Mads Pedersen       | Danemark         | Trek-Segafredo                  | + 1 s      |
| 3e | Lasse Norman Leth   | Danemark         | Aqua Blue Sport                 | + 1 s      |
| 4e | Alex Frame          | Nouvelle-Zélande | Trek-Segafredo                  | + 1 s      |
| 5e | Anthony Giacoppo    | Australie        | Bennelong-SwissWellness-Cervélo | + 2 s      |
| 6e | Alexander Edmondson | Australie        | Mitchelton-Scott                | + 2 s      |
| 7e | Ian Bibby           | Royaume-Uni      | JLT Condor                      | + 4 s      |
| 8e | Michael Hepburn     | Australie        | Mitchelton-Scott                | + 4 s      |
| 9e | Graham Briggs       | Royaume-Uni      | JLT Condor                      | + 4 s      |
| 10e | Matthew Gibson      | Royaume-Uni      | JLT Condor                      | + 4 s      |

| \| Classement général \| Classement général \| Classement général \| Classement général \| Classement général \| \| Coureur \| Coureur \| Pays \| Équipe \| Temps \| \| ------------------ \| ------------------- \| ------------------ \| ------------------------------- \| ------------------ \| \| 1er \| Edward Clancy \| Royaume-Uni \| JLT Condor \| 1 min 54 s \| \| 2e \| Mads Pedersen \| Danemark \| Trek-Segafredo \| + 1 s \| \| 3e \| Lasse Norman Leth \| Danemark \| Aqua Blue Sport \| + 1 s \| \| 4e \| Alex Frame \| Nouvelle-Zélande \| Trek-Segafredo \| + 1 s \| \| 5e \| Anthony Giacoppo \| Australie \| Bennelong-SwissWellness-Cervélo \| + 2 s \| \| 6e \| Alexander Edmondson \| Australie \| Mitchelton-Scott \| + 2 s \| \| 7e \| Ian Bibby \| Royaume-Uni \| JLT Condor \| + 4 s \| \| 8e \| Michael Hepburn \| Australie \| Mitchelton-Scott \| + 4 s \| \| 9e \| Graham Briggs \| Royaume-Uni \| JLT Condor \| + 4 s \| \| 10e \| Matthew Gibson \| Royaume-Uni \| JLT Condor \| + 4 s \| |                     |                  |                                 |            |
| |                     |                  |                                 |            |
| Source : ProCyclingStats |                     |                  |                                 |            |
| Classement général |                     |                  |                                 |            |
| Coureur | Coureur             | Pays             | Équipe                          | Temps      |
| 1er | Edward Clancy       | Royaume-Uni      | JLT Condor                      | 1 min 54 s |
| 2e | Mads Pedersen       | Danemark         | Trek-Segafredo                  | + 1 s      |
| 3e | Lasse Norman Leth   | Danemark         | Aqua Blue Sport                 | + 1 s      |
| 4e | Alex Frame          | Nouvelle-Zélande | Trek-Segafredo                  | + 1 s      |
| 5e | Anthony Giacoppo    | Australie        | Bennelong-SwissWellness-Cervélo | + 2 s      |
| 6e | Alexander Edmondson | Australie        | Mitchelton-Scott                | + 2 s      |
| 7e | Ian Bibby           | Royaume-Uni      | JLT Condor                      | + 4 s      |
| 8e | Michael Hepburn     | Australie        | Mitchelton-Scott                | + 4 s      |
| 9e | Graham Briggs       | Royaume-Uni      | JLT Condor                      | + 4 s      |
| 10e | Matthew Gibson      | Royaume-Uni      | JLT Condor                      | + 4 s      |

### 1reétape
| \| Classement de l'étape \| Classement de l'étape \| Classement de l'étape \| Classement de l'étape \| Classement de l'étape \| \| Coureur \| Coureur \| Pays \| Équipe \| Temps \| \| --------------------- \| --------------------- \| --------------------- \| ------------------------------- \| --------------------- \| \| 1er \| Lasse Norman Leth \| Danemark \| Aqua Blue Sport \| 3 h 36 min 57 s \| \| 2e \| Steele Von Hoff \| Australie \| Bennelong-SwissWellness-Cervélo \| + 0 s \| \| 3e \| Cameron Meyer \| Australie \| Mitchelton-Scott \| + 0 s \| \| 4e \| Koen de Kort \| Pays-Bas \| Trek-Segafredo \| + 0 s \| \| 5e \| Thomas Stewart \| Royaume-Uni \| JLT Condor \| + 0 s \| \| 6e \| Jeroen Meijers \| Pays-Bas \| Roompot-Nederlandse Loterij \| + 0 s \| \| 7e \| Damien Howson \| Australie \| Mitchelton-Scott \| + 0 s \| \| 8e \| Cameron Bayly \| Australie \| Bennelong-SwissWellness-Cervélo \| + 0 s \| \| 9e \| Ruben Guerreiro \| Portugal \| Trek-Segafredo \| + 3 s \| \| 10e \| Mads Pedersen \| Danemark \| Trek-Segafredo \| + 23 s \| |                   |             |                                 |                 |
| |                   |             |                                 |                 |
| Source : ProCyclingStats |                   |             |                                 |                 |
| Classement de l'étape |                   |             |                                 |                 |
| Coureur | Coureur           | Pays        | Équipe                          | Temps           |
| 1er | Lasse Norman Leth | Danemark    | Aqua Blue Sport                 | 3 h 36 min 57 s |
| 2e | Steele Von Hoff   | Australie   | Bennelong-SwissWellness-Cervélo | + 0 s           |
| 3e | Cameron Meyer     | Australie   | Mitchelton-Scott                | + 0 s           |
| 4e | Koen de Kort      | Pays-Bas    | Trek-Segafredo                  | + 0 s           |
| 5e | Thomas Stewart    | Royaume-Uni | JLT Condor                      | + 0 s           |
| 6e | Jeroen Meijers    | Pays-Bas    | Roompot-Nederlandse Loterij     | + 0 s           |
| 7e | Damien Howson     | Australie   | Mitchelton-Scott                | + 0 s           |
| 8e | Cameron Bayly     | Australie   | Bennelong-SwissWellness-Cervélo | + 0 s           |
| 9e | Ruben Guerreiro   | Portugal    | Trek-Segafredo                  | + 3 s           |
| 10e | Mads Pedersen     | Danemark    | Trek-Segafredo                  | + 23 s          |

| \| Classement général \| Classement général \| Classement général \| Classement général \| Classement général \| \| Coureur \| Coureur \| Pays \| Équipe \| Temps \| \| ------------------ \| ------------------ \| ------------------ \| ------------------------------- \| ------------------ \| \| 1er \| Lasse Norman Leth \| Danemark \| Aqua Blue Sport \| 3 h 38 min 42 s \| \| 2e \| Cameron Meyer \| Australie \| Mitchelton-Scott \| + 9 s \| \| 3e \| Steele Von Hoff \| Australie \| Bennelong-SwissWellness-Cervélo \| + 10 s \| \| 4e \| Cameron Bayly \| Australie \| Bennelong-SwissWellness-Cervélo \| + 14 s \| \| 5e \| Thomas Stewart \| Royaume-Uni \| JLT Condor \| + 15 s \| \| 6e \| Damien Howson \| Australie \| Mitchelton-Scott \| + 16 s \| \| 7e \| Koen de Kort \| Pays-Bas \| Trek-Segafredo \| + 16 s \| \| 8e \| Jeroen Meijers \| Pays-Bas \| Roompot-Nederlandse Loterij \| + 18 s \| \| 9e \| Ruben Guerreiro \| Portugal \| Trek-Segafredo \| + 22 s \| \| 10e \| Mads Pedersen \| Danemark \| Trek-Segafredo \| + 33 s \| |                   |             |                                 |                 |
| |                   |             |                                 |                 |
| Source : ProCyclingStats |                   |             |                                 |                 |
| Classement général |                   |             |                                 |                 |
| Coureur | Coureur           | Pays        | Équipe                          | Temps           |
| 1er | Lasse Norman Leth | Danemark    | Aqua Blue Sport                 | 3 h 38 min 42 s |
| 2e | Cameron Meyer     | Australie   | Mitchelton-Scott                | + 9 s           |
| 3e | Steele Von Hoff   | Australie   | Bennelong-SwissWellness-Cervélo | + 10 s          |
| 4e | Cameron Bayly     | Australie   | Bennelong-SwissWellness-Cervélo | + 14 s          |
| 5e | Thomas Stewart    | Royaume-Uni | JLT Condor                      | + 15 s          |
| 6e | Damien Howson     | Australie   | Mitchelton-Scott                | + 16 s          |
| 7e | Koen de Kort      | Pays-Bas    | Trek-Segafredo                  | + 16 s          |
| 8e | Jeroen Meijers    | Pays-Bas    | Roompot-Nederlandse Loterij     | + 18 s          |
| 9e | Ruben Guerreiro   | Portugal    | Trek-Segafredo                  | + 22 s          |
| 10e | Mads Pedersen     | Danemark    | Trek-Segafredo                  | + 33 s          |

### 2eétape
| \| Classement de l'étape \| Classement de l'étape \| Classement de l'étape \| Classement de l'étape \| Classement de l'étape \| \| Coureur \| Coureur \| Pays \| Équipe \| Temps \| \| --------------------- \| --------------------- \| --------------------- \| --------------------------------- \| --------------------- \| \| 1er \| Mads Pedersen \| Danemark \| Trek-Segafredo \| 5 h 23 min 12 s \| \| 2e \| Steele Von Hoff \| Australie \| Bennelong-SwissWellness-Cervélo \| + 0 s \| \| 3e \| Alexander Edmondson \| Australie \| Mitchelton-Scott \| + 0 s \| \| 4e \| Thomas Stewart \| Royaume-Uni \| JLT Condor \| + 0 s \| \| 5e \| Cyrus Monk \| Australie \| EF Education First-Drapac \| + 0 s \| \| 6e \| Zakkari Dempster \| Australie \| Israel Cycling Academy \| + 0 s \| \| 7e \| Ryan Thomas \| Australie \| Brisbane Continental Cycling Team \| + 0 s \| \| 8e \| Tim Ariesen \| Pays-Bas \| Roompot-Nederlandse Loterij \| + 0 s \| \| 9e \| Ryan Christensen \| Nouvelle-Zélande \| Oliver's Real Food Racing \| + 0 s \| \| 10e \| August Jensen \| Norvège \| Israel Cycling Academy \| + 0 s \| |                     |                  |                                   |                 |
| |                     |                  |                                   |                 |
| Source : ProCyclingStats |                     |                  |                                   |                 |
| Classement de l'étape |                     |                  |                                   |                 |
| Coureur | Coureur             | Pays             | Équipe                            | Temps           |
| 1er | Mads Pedersen       | Danemark         | Trek-Segafredo                    | 5 h 23 min 12 s |
| 2e | Steele Von Hoff     | Australie        | Bennelong-SwissWellness-Cervélo   | + 0 s           |
| 3e | Alexander Edmondson | Australie        | Mitchelton-Scott                  | + 0 s           |
| 4e | Thomas Stewart      | Royaume-Uni      | JLT Condor                        | + 0 s           |
| 5e | Cyrus Monk          | Australie        | EF Education First-Drapac         | + 0 s           |
| 6e | Zakkari Dempster    | Australie        | Israel Cycling Academy            | + 0 s           |
| 7e | Ryan Thomas         | Australie        | Brisbane Continental Cycling Team | + 0 s           |
| 8e | Tim Ariesen         | Pays-Bas         | Roompot-Nederlandse Loterij       | + 0 s           |
| 9e | Ryan Christensen    | Nouvelle-Zélande | Oliver's Real Food Racing         | + 0 s           |
| 10e | August Jensen       | Norvège          | Israel Cycling Academy            | + 0 s           |

| \| Classement général \| Classement général \| Classement général \| Classement général \| Classement général \| \| Coureur \| Coureur \| Pays \| Équipe \| Temps \| \| ------------------ \| ------------------ \| ------------------ \| ------------------------------- \| ------------------ \| \| 1er \| Lasse Norman Leth \| Danemark \| Aqua Blue Sport \| 9 h 01 min 54 s \| \| 2e \| Steele Von Hoff \| Australie \| Bennelong-SwissWellness-Cervélo \| + 4 s \| \| 3e \| Cameron Meyer \| Australie \| Mitchelton-Scott \| + 9 s \| \| 4e \| Cameron Bayly \| Australie \| Bennelong-SwissWellness-Cervélo \| + 14 s \| \| 5e \| Thomas Stewart \| Royaume-Uni \| JLT Condor \| + 15 s \| \| 6e \| Damien Howson \| Australie \| Mitchelton-Scott \| + 16 s \| \| 7e \| Koen de Kort \| Pays-Bas \| Trek-Segafredo \| + 16 s \| \| 8e \| Jeroen Meijers \| Pays-Bas \| Roompot-Nederlandse Loterij \| + 18 s \| \| 9e \| Ruben Guerreiro \| Portugal \| Trek-Segafredo \| + 22 s \| \| 10e \| Mads Pedersen \| Danemark \| Trek-Segafredo \| + 23 s \| |                   |             |                                 |                 |
| |                   |             |                                 |                 |
| Source : ProCyclingStats |                   |             |                                 |                 |
| Classement général |                   |             |                                 |                 |
| Coureur | Coureur           | Pays        | Équipe                          | Temps           |
| 1er | Lasse Norman Leth | Danemark    | Aqua Blue Sport                 | 9 h 01 min 54 s |
| 2e | Steele Von Hoff   | Australie   | Bennelong-SwissWellness-Cervélo | + 4 s           |
| 3e | Cameron Meyer     | Australie   | Mitchelton-Scott                | + 9 s           |
| 4e | Cameron Bayly     | Australie   | Bennelong-SwissWellness-Cervélo | + 14 s          |
| 5e | Thomas Stewart    | Royaume-Uni | JLT Condor                      | + 15 s          |
| 6e | Damien Howson     | Australie   | Mitchelton-Scott                | + 16 s          |
| 7e | Koen de Kort      | Pays-Bas    | Trek-Segafredo                  | + 16 s          |
| 8e | Jeroen Meijers    | Pays-Bas    | Roompot-Nederlandse Loterij     | + 18 s          |
| 9e | Ruben Guerreiro   | Portugal    | Trek-Segafredo                  | + 22 s          |
| 10e | Mads Pedersen     | Danemark    | Trek-Segafredo                  | + 23 s          |

### 3eétape
| \| Classement de l'étape \| Classement de l'étape \| Classement de l'étape \| Classement de l'étape \| Classement de l'étape \| \| Coureur \| Coureur \| Pays \| Équipe \| Temps \| \| --------------------- \| --------------------- \| --------------------- \| ---------------------------------------------- \| --------------------- \| \| 1er \| Esteban Chaves \| Colombie \| Mitchelton-Scott \| 5 h 53 min 55 s \| \| 2e \| Alexander Evans \| Australie \| Mobius-BridgeLane \| + 42 s \| \| 3e \| Ruben Guerreiro \| Portugal \| Trek-Segafredo \| + 1 min 09 s \| \| 4e \| Cameron Meyer \| Australie \| Mitchelton-Scott \| + 1 min 09 s \| \| 5e \| Damien Howson \| Australie \| Mitchelton-Scott \| + 1 min 09 s \| \| 6e \| Nathan Earle \| Australie \| Israel Cycling Academy \| + 1 min 09 s \| \| 7e \| Freddy Ovett \| Australie \| Australian Cycling Academy-Ride Sunshine Coast \| + 1 min 09 s \| \| 8e \| Krists Neilands \| Lettonie \| Israel Cycling Academy \| + 1 min 09 s \| \| 9e \| James Whelan \| Australie \| Australie \| + 1 min 09 s \| \| 10e \| Sam Crome \| Australie \| Bennelong-SwissWellness-Cervélo \| + 1 min 09 s \| |                 |           |                                                |                 |
| |                 |           |                                                |                 |
| Source : ProCyclingStats |                 |           |                                                |                 |
| Classement de l'étape |                 |           |                                                |                 |
| Coureur | Coureur         | Pays      | Équipe                                         | Temps           |
| 1er | Esteban Chaves  | Colombie  | Mitchelton-Scott                               | 5 h 53 min 55 s |
| 2e | Alexander Evans | Australie | Mobius-BridgeLane                              | + 42 s          |
| 3e | Ruben Guerreiro | Portugal  | Trek-Segafredo                                 | + 1 min 09 s    |
| 4e | Cameron Meyer   | Australie | Mitchelton-Scott                               | + 1 min 09 s    |
| 5e | Damien Howson   | Australie | Mitchelton-Scott                               | + 1 min 09 s    |
| 6e | Nathan Earle    | Australie | Israel Cycling Academy                         | + 1 min 09 s    |
| 7e | Freddy Ovett    | Australie | Australian Cycling Academy-Ride Sunshine Coast | + 1 min 09 s    |
| 8e | Krists Neilands | Lettonie  | Israel Cycling Academy                         | + 1 min 09 s    |
| 9e | James Whelan    | Australie | Australie                                      | + 1 min 09 s    |
| 10e | Sam Crome       | Australie | Bennelong-SwissWellness-Cervélo                | + 1 min 09 s    |

| \| Classement général \| Classement général \| Classement général \| Classement général \| Classement général \| \| Coureur \| Coureur \| Pays \| Équipe \| Temps \| \| ------------------ \| ------------------ \| ------------------ \| ---------------------------------------------- \| ------------------ \| \| 1er \| Esteban Chaves \| Colombie \| Mitchelton-Scott \| 14 h 56 min 35 s \| \| 2e \| Cameron Meyer \| Australie \| Mitchelton-Scott \| + 32 s \| \| 3e \| Damien Howson \| Australie \| Mitchelton-Scott \| + 39 s \| \| 4e \| Ruben Guerreiro \| Portugal \| Trek-Segafredo \| + 45 s \| \| 5e \| Dylan Sunderland \| Australie \| Bennelong-SwissWellness-Cervélo \| + 1 min 06 s \| \| 6e \| Chris Harper \| Australie \| Bennelong-SwissWellness-Cervélo \| + 1 min 09 s \| \| 7e \| Alexander Evans \| Australie \| Mobius-BridgeLane \| + 1 min 54 s \| \| 8e \| Sam Crome \| Australie \| Bennelong-SwissWellness-Cervélo \| + 1 min 58 s \| \| 9e \| Krists Neilands \| Lettonie \| Israel Cycling Academy \| + 2 min 02 s \| \| 10e \| Freddy Ovett \| Australie \| Australian Cycling Academy-Ride Sunshine Coast \| + 2 min 04 s \| |                  |           |                                                |                  |
| |                  |           |                                                |                  |
| Source : ProCyclingStats |                  |           |                                                |                  |
| Classement général |                  |           |                                                |                  |
| Coureur | Coureur          | Pays      | Équipe                                         | Temps            |
| 1er | Esteban Chaves   | Colombie  | Mitchelton-Scott                               | 14 h 56 min 35 s |
| 2e | Cameron Meyer    | Australie | Mitchelton-Scott                               | + 32 s           |
| 3e | Damien Howson    | Australie | Mitchelton-Scott                               | + 39 s           |
| 4e | Ruben Guerreiro  | Portugal  | Trek-Segafredo                                 | + 45 s           |
| 5e | Dylan Sunderland | Australie | Bennelong-SwissWellness-Cervélo                | + 1 min 06 s     |
| 6e | Chris Harper     | Australie | Bennelong-SwissWellness-Cervélo                | + 1 min 09 s     |
| 7e | Alexander Evans  | Australie | Mobius-BridgeLane                              | + 1 min 54 s     |
| 8e | Sam Crome        | Australie | Bennelong-SwissWellness-Cervélo                | + 1 min 58 s     |
| 9e | Krists Neilands  | Lettonie  | Israel Cycling Academy                         | + 2 min 02 s     |
| 10e | Freddy Ovett     | Australie | Australian Cycling Academy-Ride Sunshine Coast | + 2 min 04 s     |

### 4eétape
| \| Classement de l'étape \| Classement de l'étape \| Classement de l'étape \| Classement de l'étape \| Classement de l'étape \| \| Coureur \| Coureur \| Pays \| Équipe \| Temps \| \| --------------------- \| --------------------- \| --------------------- \| ---------------------------------------------- \| --------------------- \| \| 1er \| Sam Crome \| Australie \| Bennelong-SwissWellness-Cervélo \| 3 h 37 min 34 s \| \| 2e \| Cameron Meyer \| Australie \| Mitchelton-Scott \| + 0 s \| \| 3e \| Ruben Guerreiro \| Portugal \| Trek-Segafredo \| + 0 s \| \| 4e \| Thomas Stewart \| Royaume-Uni \| JLT Condor \| + 0 s \| \| 5e \| August Jensen \| Norvège \| Israel Cycling Academy \| + 0 s \| \| 6e \| Lawrence Warbasse \| États-Unis \| Aqua Blue Sport \| + 0 s \| \| 7e \| Oliver Martin \| Australie \| Brisbane Continental Cycling Team \| + 0 s \| \| 8e \| Freddy Ovett \| Australie \| Australian Cycling Academy-Ride Sunshine Coast \| + 0 s \| \| 9e \| Casper Pedersen \| Danemark \| Aqua Blue Sport \| + 0 s \| \| 10e \| Krists Neilands \| Lettonie \| Israel Cycling Academy \| + 0 s \| |                   |             |                                                |                 |
| |                   |             |                                                |                 |
| Source : ProCyclingStats |                   |             |                                                |                 |
| Classement de l'étape |                   |             |                                                |                 |
| Coureur | Coureur           | Pays        | Équipe                                         | Temps           |
| 1er | Sam Crome         | Australie   | Bennelong-SwissWellness-Cervélo                | 3 h 37 min 34 s |
| 2e | Cameron Meyer     | Australie   | Mitchelton-Scott                               | + 0 s           |
| 3e | Ruben Guerreiro   | Portugal    | Trek-Segafredo                                 | + 0 s           |
| 4e | Thomas Stewart    | Royaume-Uni | JLT Condor                                     | + 0 s           |
| 5e | August Jensen     | Norvège     | Israel Cycling Academy                         | + 0 s           |
| 6e | Lawrence Warbasse | États-Unis  | Aqua Blue Sport                                | + 0 s           |
| 7e | Oliver Martin     | Australie   | Brisbane Continental Cycling Team              | + 0 s           |
| 8e | Freddy Ovett      | Australie   | Australian Cycling Academy-Ride Sunshine Coast | + 0 s           |
| 9e | Casper Pedersen   | Danemark    | Aqua Blue Sport                                | + 0 s           |
| 10e | Krists Neilands   | Lettonie    | Israel Cycling Academy                         | + 0 s           |

## Classements finals

### Classement général
| \| Classement général \| Classement général \| Classement général \| Classement général \| Classement général \| \| Coureur \| Coureur \| Pays \| Équipe \| Temps \| \| ------------------ \| ------------------ \| ------------------ \| ---------------------------------------------- \| ------------------ \| \| 1er \| Esteban Chaves \| Colombie \| Mitchelton-Scott \| 18 h 34 min 09 s \| \| 2e \| Cameron Meyer \| Australie \| Mitchelton-Scott \| + 26 s \| \| 3e \| Damien Howson \| Australie \| Mitchelton-Scott \| + 39 s \| \| 4e \| Ruben Guerreiro \| Portugal \| Trek-Segafredo \| + 41 s \| \| 5e \| Dylan Sunderland \| Australie \| Bennelong-SwissWellness-Cervélo \| + 1 min 03 s \| \| 6e \| Chris Harper \| Australie \| Bennelong-SwissWellness-Cervélo \| + 1 min 09 s \| \| 7e \| Sam Crome \| Australie \| Bennelong-SwissWellness-Cervélo \| + 1 min 48 s \| \| 8e \| Alexander Evans \| Australie \| Mobius-BridgeLane \| + 1 min 54 s \| \| 9e \| Krists Neilands \| Lettonie \| Israel Cycling Academy \| + 2 min 02 s \| \| 10e \| Freddy Ovett \| Australie \| Australian Cycling Academy-Ride Sunshine Coast \| + 2 min 04 s \| |                  |           |                                                |                  |
| |                  |           |                                                |                  |
| Source : ProCyclingStats |                  |           |                                                |                  |
| Classement général |                  |           |                                                |                  |
| Coureur | Coureur          | Pays      | Équipe                                         | Temps            |
| 1er | Esteban Chaves   | Colombie  | Mitchelton-Scott                               | 18 h 34 min 09 s |
| 2e | Cameron Meyer    | Australie | Mitchelton-Scott                               | + 26 s           |
| 3e | Damien Howson    | Australie | Mitchelton-Scott                               | + 39 s           |
| 4e | Ruben Guerreiro  | Portugal  | Trek-Segafredo                                 | + 41 s           |
| 5e | Dylan Sunderland | Australie | Bennelong-SwissWellness-Cervélo                | + 1 min 03 s     |
| 6e | Chris Harper     | Australie | Bennelong-SwissWellness-Cervélo                | + 1 min 09 s     |
| 7e | Sam Crome        | Australie | Bennelong-SwissWellness-Cervélo                | + 1 min 48 s     |
| 8e | Alexander Evans  | Australie | Mobius-BridgeLane                              | + 1 min 54 s     |
| 9e | Krists Neilands  | Lettonie  | Israel Cycling Academy                         | + 2 min 02 s     |
| 10e | Freddy Ovett     | Australie | Australian Cycling Academy-Ride Sunshine Coast | + 2 min 04 s     |

### Classements annexes
| Classement de la montagne | Classement de la montagne | Classement de la montagne | Classement de la montagne         | Classement de la montagne |
| Coureur                   | Coureur                   | Pays                      | Équipe                            | Points                    |
| ------------------------- | ------------------------- | ------------------------- | --------------------------------- | ------------------------- |
| 1er                       | Nathan Earle              | Australie                 | Israel Cycling Academy            | 56 pts                    |
| 2e                        | Michael Vink              | Nouvelle-Zélande          | Brisbane Continental Cycling Team | 46 pts                    |
| 3e                        | Brad Evans                | Nouvelle-Zélande          | Mobius-BridgeLane                 | 42 pts                    |
| 4e                        | Esteban Chaves            | Colombie                  | Mitchelton-Scott                  | 24 pts                    |
| 5e                        | Etienne van Empel         | Pays-Bas                  | Roompot-Nederlandse Loterij       | 24 pts                    |
| 6e                        | Angus Lyons               | Australie                 | Mobius-BridgeLane                 | 20 pts                    |
| 7e                        | Alexander Evans           | Australie                 | Mobius-BridgeLane                 | 16 pts                    |
| 8e                        | Ruben Guerreiro           | Portugal                  | Trek-Segafredo                    | 8 pts                     |
| 9e                        | James Whelan              | Australie                 | Australie                         | 8 pts                     |
| 10e                       | Kane Richards             | Australie                 | McDonalds Down Under              | 8 pts                     |

| Classement de la montagne | Classement de la montagne | Classement de la montagne | Classement de la montagne         | Classement de la montagne |
| Coureur                   | Coureur                   | Pays                      | Équipe                            | Points                    |
| ------------------------- | ------------------------- | ------------------------- | --------------------------------- | ------------------------- |
| 1er                       | Nathan Earle              | Australie                 | Israel Cycling Academy            | 56 pts                    |
| 2e                        | Michael Vink              | Nouvelle-Zélande          | Brisbane Continental Cycling Team | 46 pts                    |
| 3e                        | Brad Evans                | Nouvelle-Zélande          | Mobius-BridgeLane                 | 42 pts                    |
| 4e                        | Esteban Chaves            | Colombie                  | Mitchelton-Scott                  | 24 pts                    |
| 5e                        | Etienne van Empel         | Pays-Bas                  | Roompot-Nederlandse Loterij       | 24 pts                    |
| 6e                        | Angus Lyons               | Australie                 | Mobius-BridgeLane                 | 20 pts                    |
| 7e                        | Alexander Evans           | Australie                 | Mobius-BridgeLane                 | 16 pts                    |
| 8e                        | Ruben Guerreiro           | Portugal                  | Trek-Segafredo                    | 8 pts                     |
| 9e                        | James Whelan              | Australie                 | Australie                         | 8 pts                     |
| 10e                       | Kane Richards             | Australie                 | McDonalds Down Under              | 8 pts                     |

| Classement des sprints | Classement des sprints | Classement des sprints | Classement des sprints                        | Classement des sprints |
| Coureur                | Coureur                | Pays                   | Équipe                                        | Points                 |
| ---------------------- | ---------------------- | ---------------------- | --------------------------------------------- | ---------------------- |
| 1er                    | Steele Von Hoff        | Australie              | Bennelong-SwissWellness-Cervélo               | 28 pts                 |
| 2e                     | Kane Richards          | Australie              | McDonalds Down Under                          | 18 pts                 |
| 3e                     | Mathew Ross            | Australie              | Australie                                     | 14 pts                 |
| 4e                     | Cameron Meyer          | Australie              | Mitchelton-Scott                              | 14 pts                 |
| 5e                     | Liam Magennis          | Australie              | Drapac-EF p/b Cannondale Holistic Development | 12 pts                 |
| 6e                     | Sam Crome              | Australie              | Bennelong-SwissWellness-Cervélo               | 10 pts                 |
| 7e                     | Lasse Norman Leth      | Danemark               | Aqua Blue Sport                               | 10 pts                 |
| 8e                     | Mads Pedersen          | Danemark               | Trek-Segafredo                                | 10 pts                 |
| 9e                     | Michael Vink           | Nouvelle-Zélande       | Brisbane Continental Cycling Team             | 8 pts                  |
| 10e                    | Thomas Stewart         | Royaume-Uni            | JLT Condor                                    | 8 pts                  |

| Classement des sprints | Classement des sprints | Classement des sprints | Classement des sprints                        | Classement des sprints |
| Coureur                | Coureur                | Pays                   | Équipe                                        | Points                 |
| ---------------------- | ---------------------- | ---------------------- | --------------------------------------------- | ---------------------- |
| 1er                    | Steele Von Hoff        | Australie              | Bennelong-SwissWellness-Cervélo               | 28 pts                 |
| 2e                     | Kane Richards          | Australie              | McDonalds Down Under                          | 18 pts                 |
| 3e                     | Mathew Ross            | Australie              | Australie                                     | 14 pts                 |
| 4e                     | Cameron Meyer          | Australie              | Mitchelton-Scott                              | 14 pts                 |
| 5e                     | Liam Magennis          | Australie              | Drapac-EF p/b Cannondale Holistic Development | 12 pts                 |
| 6e                     | Sam Crome              | Australie              | Bennelong-SwissWellness-Cervélo               | 10 pts                 |
| 7e                     | Lasse Norman Leth      | Danemark               | Aqua Blue Sport                               | 10 pts                 |
| 8e                     | Mads Pedersen          | Danemark               | Trek-Segafredo                                | 10 pts                 |
| 9e                     | Michael Vink           | Nouvelle-Zélande       | Brisbane Continental Cycling Team             | 8 pts                  |
| 10e                    | Thomas Stewart         | Royaume-Uni            | JLT Condor                                    | 8 pts                  |

| Classement du meilleur jeune | Classement du meilleur jeune | Classement du meilleur jeune | Classement du meilleur jeune                   | Classement du meilleur jeune |
| Coureur                      | Coureur                      | Pays                         | Équipe                                         | Temps                        |
| ---------------------------- | ---------------------------- | ---------------------------- | ---------------------------------------------- | ---------------------------- |
| 1er                          | Dylan Sunderland             | Australie                    | Bennelong-SwissWellness-Cervélo                | 18 h 35 min 12 s             |
| 2e                           | Alexander Evans              | Australie                    | Mobius-BridgeLane                              | + 51 s                       |
| 3e                           | James Whelan                 | Australie                    | Australie                                      | + 2 min 55 s                 |
| 4e                           | Ryan Christensen             | Nouvelle-Zélande             | Oliver's Real Food Racing                      | + 5 min 00 s                 |
| 5e                           | Calan White                  | Australie                    | Brisbane Continental Cycling Team              | + 6 min 10 s                 |
| 6e                           | Cyrus Monk                   | Australie                    | EF Education First-Drapac                      | + 6 min 14 s                 |
| 7e                           | Lucas Hamilton               | Australie                    | Mitchelton-Scott                               | + 7 min 15 s                 |
| 8e                           | Michael Potter               | Australie                    | Australian Cycling Academy-Ride Sunshine Coast | + 8 min 40 s                 |
| 9e                           | Angus Lyons                  | Australie                    | Mobius-BridgeLane                              | + 19 min 15 s                |
| 10e                          | Reece Tucknott               | Australie                    | Australie                                      | + 21 min 00 s                |

| Classement du meilleur jeune | Classement du meilleur jeune | Classement du meilleur jeune | Classement du meilleur jeune                   | Classement du meilleur jeune |
| Coureur                      | Coureur                      | Pays                         | Équipe                                         | Temps                        |
| ---------------------------- | ---------------------------- | ---------------------------- | ---------------------------------------------- | ---------------------------- |
| 1er                          | Dylan Sunderland             | Australie                    | Bennelong-SwissWellness-Cervélo                | 18 h 35 min 12 s             |
| 2e                           | Alexander Evans              | Australie                    | Mobius-BridgeLane                              | + 51 s                       |
| 3e                           | James Whelan                 | Australie                    | Australie                                      | + 2 min 55 s                 |
| 4e                           | Ryan Christensen             | Nouvelle-Zélande             | Oliver's Real Food Racing                      | + 5 min 00 s                 |
| 5e                           | Calan White                  | Australie                    | Brisbane Continental Cycling Team              | + 6 min 10 s                 |
| 6e                           | Cyrus Monk                   | Australie                    | EF Education First-Drapac                      | + 6 min 14 s                 |
| 7e                           | Lucas Hamilton               | Australie                    | Mitchelton-Scott                               | + 7 min 15 s                 |
| 8e                           | Michael Potter               | Australie                    | Australian Cycling Academy-Ride Sunshine Coast | + 8 min 40 s                 |
| 9e                           | Angus Lyons                  | Australie                    | Mobius-BridgeLane                              | + 19 min 15 s                |
| 10e                          | Reece Tucknott               | Australie                    | Australie                                      | + 21 min 00 s                |

| Classement par équipes | Classement par équipes                | Classement par équipes | Classement par équipes |
| Équipe                 | Équipe                                | Pays                   | Temps                  |
| ---------------------- | ------------------------------------- | ---------------------- | ---------------------- |
| 1re                    | Mitchelton-Scott                      | Australie              | 55 h 43 min 27 s       |
| 2e                     | Bennelong-SwissWellness-Cervélo       | Australie              | + 1 min 20 s           |
| 3e                     | Trek-Segafredo                        | États-Unis             | + 6 min 51 s           |
| 4e                     | Australie                             | Australie              | + 8 min 04 s           |
| 5e                     | Israel Cycling Academy                | Israël                 | + 10 min 40 s          |
| 6e                     | Brisbane Continental                  | Australie              | + 15 min 48 s          |
| 7e                     | Aqua Blue Sport                       | Irlande                | + 22 min 05 s          |
| 8e                     | Roompot-Nederlandse Loterij           | Pays-Bas               | + 26 min 51 s          |
| 9e                     | JLT Condor                            | Royaume-Uni            | + 27 min 52 s          |
| 10e                    | Drapac-Pat's Veg Holistic Development | Australie              | + 33 min 43 s          |

| Classement par équipes | Classement par équipes                | Classement par équipes | Classement par équipes |
| Équipe                 | Équipe                                | Pays                   | Temps                  |
| ---------------------- | ------------------------------------- | ---------------------- | ---------------------- |
| 1re                    | Mitchelton-Scott                      | Australie              | 55 h 43 min 27 s       |
| 2e                     | Bennelong-SwissWellness-Cervélo       | Australie              | + 1 min 20 s           |
| 3e                     | Trek-Segafredo                        | États-Unis             | + 6 min 51 s           |
| 4e                     | Australie                             | Australie              | + 8 min 04 s           |
| 5e                     | Israel Cycling Academy                | Israël                 | + 10 min 40 s          |
| 6e                     | Brisbane Continental                  | Australie              | + 15 min 48 s          |
| 7e                     | Aqua Blue Sport                       | Irlande                | + 22 min 05 s          |
| 8e                     | Roompot-Nederlandse Loterij           | Pays-Bas               | + 26 min 51 s          |
| 9e                     | JLT Condor                            | Royaume-Uni            | + 27 min 52 s          |
| 10e                    | Drapac-Pat's Veg Holistic Development | Australie              | + 33 min 43 s          |

## Classements UCI
La course attribue le même nombre de points pour l'UCI Oceania Tour 2018 et le Classement mondial UCI (pour tous les coureurs).
| Position           | 1er | 2e | 3e | 4e | 5e | 6e | 7e | 8e | 9e | 10e |
| Classement général | 125 | 85 | 70 | 60 | 50 | 40 | 35 | 30 | 25 | 20  |
| Par étapes         | 14  | 5  | 3  |    |    |    |    |    |    |     |
| Leader             | 3   |    |    |    |    |    |    |    |    |     |

| Classement | Classement   | Classement | Classement | Classement | Classement | Classement |
| Pos        | Coureur      | Équipe     | Général    | Étape      | Leader     | Total      |
| ---------- | ------------ | ---------- | ---------- | ---------- | ---------- | ---------- |
| 1.º        | Pays inconnu |            |            |            |            |            |
| 2.º        | Pays inconnu |            |            |            |            |            |
| 3.º        | Pays inconnu |            |            |            |            |            |
| 4.º        | Pays inconnu |            |            |            |            |            |
| 5.º        | Pays inconnu |            |            |            |            |            |
| 6.º        | Pays inconnu |            |            |            |            |            |
| 7.º        | Pays inconnu |            |            |            |            |            |
| 8.º        | Pays inconnu |            |            |            |            |            |
| 9.º        | Pays inconnu |            |            |            |            |            |
| 10.º       | Pays inconnu |            |            |            |            |            |

## Évolution des classements
| Étape            | Vainqueur           | Classement général  | Classement par points | Classement de la montagne | Classement du meilleur jeune | Classement par équipes |
| ---------------- | ------------------- | ------------------- | --------------------- | ------------------------- | ---------------------------- | ---------------------- |
| P                | Edward Clancy       | Edward Clancy       | non attribué          | non attribué              | Matthew Gibson               | JLT Condor             |
| 1                | Lasse Norman Hansen | Lasse Norman Hansen | Lasse Norman Hansen   | Brad Evans                | Mathew Ross                  | Mitchelton-Scott       |
| 2                | Mads Pedersen       | Lasse Norman Hansen | Steele Von Hoff       | Nathan Earle              | Mathew Ross                  | Mitchelton-Scott       |
| 3                | Esteban Chaves      | Esteban Chaves      | Steele Von Hoff       | Brad Evans                | Dylan Sunderland             | Mitchelton-Scott       |
| 4                | Sam Crome           | Esteban Chaves      | Steele Von Hoff       | Nathan Earle              | Dylan Sunderland             | Mitchelton-Scott       |
| Classement final | Classement final    | Esteban Chaves      | Steele Von Hoff       | Nathan Earle              | Dylan Sunderland             | Mitchelton-Scott       |